# Tehrangeles

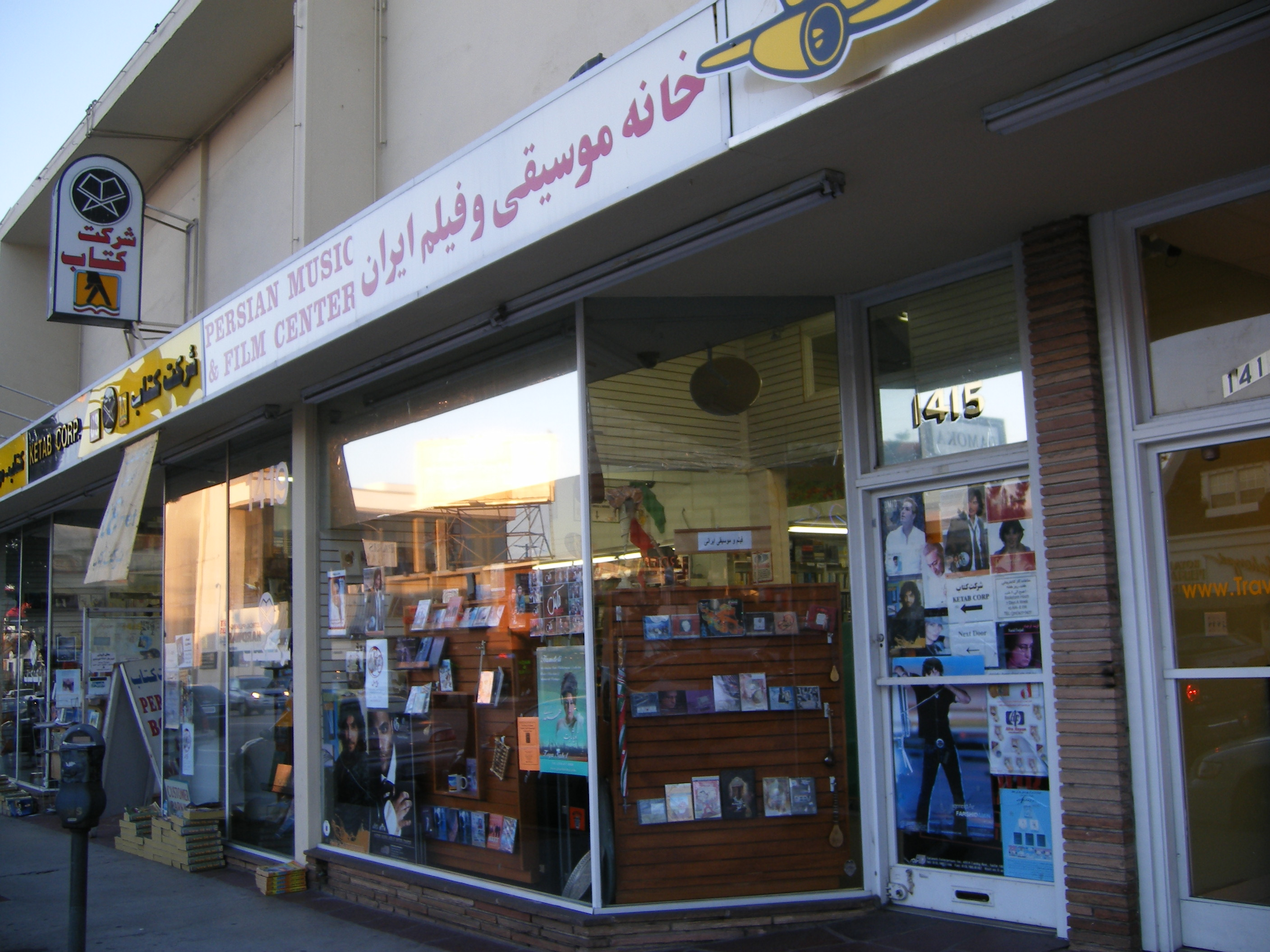
Tiendas persas a lo largo de Westwood Boulevard en South Westwood. Westwood es también conocido como "Little Persia".

Tehrangeles es una composición derivada de la combinación de Teherán, la capital de Irán, y Los Ángeles, California. Se usa como referencia al gran número (estimado entre 300,000 y 1,000,000) de antiguos ciudadanos iraníes y sus descendientes residiendo en el área metropolitana de Los Ángeles después de que la revolución iraní obligase a muchas familias a exiliarse. Es la población más grande fuera de Irán.  Comúnmente hace referencia a la gran proporción de iraníes-americanos, muchos de los cuales son la segunda generación de ciudadanos. La intersección de Westwood Boulevard y Wilkins Avenue es ahora oficialmente reconocida por la Ciudad de Los Ángeles como "Persian Square".

## Origen
Los negocios persas en el área de L.A. se centraron originariamente en el barrio de Westwood del Westside. Eran particularmente frecuentes en Westwood Boulevard, entre Wilshire Boulevard (en Westwood) y Pico Boulevard (en West Los Angeles). 
A menudo referido como Little Persia o Persian Hills/Persian Square, se encuentra entre Beverly Hills y Los Angeles Este. La inmigración a esta área se incrementó varias veces debido a la revolución iraní de 1979. Westwood Boulevard se dio a conocer por sus muchas tiendas y restaurantes persas; y la comunidad de persas expatriados en Los Ángeles se hizo un hueco en todos los medios de comunicación incluyendo revistas, periódicos, radio y televisiones.

## Distribución

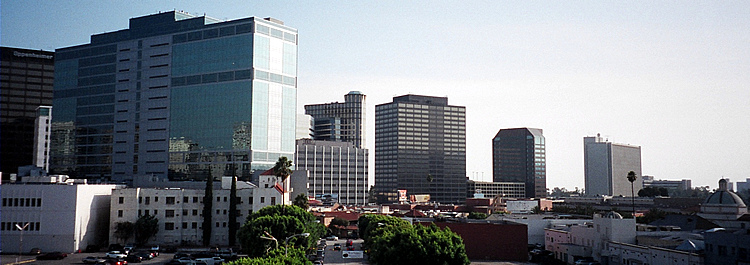
Skyline de Westwood.

Como la población crecía, muchos iraníes tuvieron que mudarse a otros lugares de Los Ángeles, como Tarzana, Woodland Hills, Encino en el Valle de San Fernando y Beverly Hills ; la ciudad de Irvine y en todo el Condado de Orange. También se establecieron en San Diego y en el área de Palm Springs (Valle Coachella).